# El sol del membrillo
El sol del membrillo és el tercer llargmetratge del director espanyol Víctor Erice. Pel·lícula en moltes opinions inclassificable, pot situar-se com a documental, pel fet que el seu argument es basa en l'absoluta realitat del procés de creació artística d'un quadre pel seu autor, el pintor espanyol Antonio López.
Durant el rodatge, la relació entre el pintor i el director es va crispar, i va ser la dona d'aquest, María Moreno, qui va calmar la situació i va fer d'intermediària.

## Argument
Madrid, tardor de 1990. El pintor Antonio López fa anys va plantar al jardí del seu estudi un codonyer. Ara es decideix a pintar-lo, just quan els seus fruits comencen a madurar. La pel·lícula ens mostra el procés creatiu del quadre, des de certs aspectes tècnics fins a les converses que el pintor manté amb les persones que visiten el seu estudi, fixant-se en les sensacions i expressions que el pintor té en tot aquest procés. Al final de la pel·lícula, Antonio López ens narra un somni.

## Participants
- Antonio López García
- María Moreno Blasco[4]
- Enrique Gran
- María López
- Carmen López
- Elisa Ruiz
- José Carretero
- Amalia Avia
- Lucio Muñoz
- Esperanza Parada
- Julio López Hernández
- Fan Xiao Ming
- Yan Sheng Dong
- Janusz Pietrzkiak
- Marek Domagala

## Premis
- 45è Festival Internacional de Cinema de Canes 1992: Premi del Jurat[5]
- Festival de Chicago 1992: Hugo d'Or
- ADIRCE 1992: Millor direcció
- Premis Ondas 1992: Millor director[6]